# Holderbank (Aargau)
Holderbank is een gemeente en plaats in het Zwitserse kanton Aargau en maakt deel uit van het district Lenzburg.
Holderbank telt 1.036 inwoners.